# Thomas Huggan
Thomas Huggan († 9. Dezember 1788 auf Tahiti) war ein britischer Mediziner und Seemann und von 1787 bis 1789 der Schiffsarzt des durch die Meuterei bekannt gewordenen Segelschiffs Bounty.

## Leben
Huggan schrieb sich am 20. August 1787 in Deptford als Schiffsarzt (Surgeon) ohne Angabe zum Alter und Herkunft in die Musterungsrolle der HMS Bounty ein, die an jenem Tag vom Kommandanten Lt. William Bligh eröffnet wurde. In den von der Admiralität aufgestellten Planposten für die bevorstehende Mission, die Brotfrucht von Tahiti nach Jamaika zu transportieren, war er als einzige medizinische Betreuung für die Besatzung vorgesehen. In einem am 15. September an Sir Joseph Banks adressierten Brief äußerte sich Bligh noch positiv über diese Personalie („The Doctor has a good character“), doch im Spithead vor Portsmouth angekommen, hatte er seine Einschätzung geändert. In einem hier am 5. November an Banks gerichteten Schreiben beschwerte er sich über die Trägheit und Korpulenz („indolence & corpulency“) des Doktors, die ihn für die anstehende Reise ungeeignet machte. Er drängte darum, ihn zu ersetzen, oder, so dies nicht möglich war, ihm einen jungen Assistenten beizustellen. So wurde noch rechtzeitig Thomas Ledward auf die Bounty versetzt, bevor diese am 23. Dezember 1787 in See stach.
Schon im Mittelatlantik kam Bligh zu der Auffassung, dass sein Doktor ein betrunkener Trottel ist („I now find my Doctor to be a Drunken Sot“), der dank eines mitgeführten privaten Vorrates ständig alkoholisiert war. Er drohte ihm den Vorrat wegzunehmen, sollte er nicht zur Selbstbeherrschung zurückfinden. Während der gescheiterten Umrundung des Kap Horn in stürmischer See fiel Huggan am 13. April 1788 von der Leiter in die Plicht und zog sich eine Schulterluxation zu. Neben sich selbst hatte er danach noch weitere verletzte Seemänner zu behandeln.
In den folgenden Wochen der Fahrt hatte sich nach der Beobachtung des Bootsmannsmaats Morrison das Verhältnis zwischen Doktor und Kommandant soweit verschlechtert, dass sie sich in ihre Kabinen einschlossen und kaum noch ein Wort wechselten. So war Bligh auch nicht über den Zustand des Matrosen James Valentine informiert, der am 10. Oktober schon seit Tagen nach einem Aderlass mit einer Wundinfektion und Atemproblemen rang und schließlich verstarb. Danach scheint Huggan seine Arbeit völlig vernachlässigt zu haben. Der seither an Bligh weitergereichte Krankenstand wurde von Ledward erstellt, auf dem am 23. Oktober auch Huggan erschien, dem angeblich rheumatische Beschwerden plagten. Am folgenden Tag aber gestand der Assistenzarzt, dass Huggan, der seit vier Tagen seine Kabine nicht mehr verlassen hatte, sich tatsächlich im Dauerrausch befand. Daraufhin ließ Bligh die Kabine durchsuchen und allen Alkohol entfernen. Als die Bounty am 25. Oktober in der Matavai-Bucht vor Tahiti ihren Anker warf, konnte ein ausgenüchterter Huggan, wenn auch geschwächt, wieder an Deck erscheinen. Jegliche Art von Spirituosen waren ihm fortan verboten, nur verdünnten Wein durfte ihm ausgegeben werden.
Am 17. November untersuchte Huggan eine der Schwestern des Häuptlings Tynah (Pomaré I.), deren Arme und Beine mit Geschwüren übersät waren und Anzeichen von Knochenkaries aufwiesen. Er kam zu der Diagnose, dass diese Krankheit einen venerischen Ursprung hatte, doch Bligh war davon nicht überzeugt, da sich bei deren Ehemann keine ähnlichen Symptome zeigten.
Am 9. Dezember wurde Huggan in seiner Kabine schwer kurzatmig und man entschied ihn an Land zu bringen. An Deck fiel er in Ohnmacht, doch konnte er noch in eine Hütte am Strand transportiert werden, in der er um 21:00 Uhr verstarb. Bligh führte seinen Tod auf seine Trunkenheit und Trägheit zurück. Die längste Zeit der Reise habe er schlafend in seiner Kabine bei schlechter Luft verbracht, äußerlich sei er zunehmend verwahrlost. Er wurde am 11. Dezember in einem Holzsarg eine Viertelmeile südöstlich von Pointe Vénus, nah eines Flusses und eine Taulänge vom Strand entfernt beerdigt, heute gelegen in der Gemeinde Mahina. Am 23. Dezember wurde das Grab mit Steinen bedeckt und mit einer hölzernen Tafel markiert.
Auf die Reise hatte Huggan seine persönliche Ausgabe von William Buchans Domestic Medicine mitgeführt. Bei der Meuterei haben die Ausgesetzten dieses Exemplar mit in die Barkasse nehmen und zurück nach England bringen können. Seit 1963 wird es im National Maritime Museum in Greenwich aufbewahrt.
Huggans Grab wurde am 15. August 1789, als die Bounty-Meuterer gerade auf Tubuai waren, von Lt. RM George Mortimer von der HMS Mercury aufgesucht. Die Holztafel war inzwischen vom örtlichen Häuptling entfernt und in dessen Hütte verwahrt wurden. Bei den Einheimischen wurde Huggan, den sie „Trono“ nannten, wegen seiner Heilkunst in großem Andenken gehalten. So habe er sie mehrfach erfolgreich von Geschwüren geheilt.

## Fiktionale Darstellung
- Die Bounty (1984), dargestellt von Malcolm Terris.

## Erlebnisberichte
- Bligh, William, A voyage to the South sea, undertaken by command of His Majesty, for the purpose of conveying the bread-fruit tree to the West Indies, in His Majesty’s ship the Bounty, commanded by Lieutenant William Bligh. London 1792.
- Morrison, James, Mutiny and Aftermath: James Morrison’s Account of the Mutiny on the Bounty and the Island of Tahiti. Hrsg. von Vanessa Smith, Nicholas Thomas. University of Hawaiʻi Press 2013.
- Mortimer, George, Observations and Remarks made during a Voyage to the islands of Teneriffe, Amsterdam, Maria’s Islands near Van Diemen’s Land; Otaheite, Sandwich Islands; Owhyhee, the Fox Islands on the North West Coast of America, Tinian, and from thence to Canton, in the Brig Mercury, commanded by John Henry Cox. London 1791.